# Norman Foster Ramsey
Norman Foster Ramsey, Jr. (Washington, 27 de agosto de 1915 - 4 de noviembre de 2011) fue un físico y profesor estadounidense. 
Profesor de física en la Universidad de Harvard desde 1947, Ramsey también ocupó puestos en el gobierno y agencias internacionales como la OTAN y de la United States Atomic Energy Commission. Recibió en 1989 el Premio Nobel de Física por la invención del "separated oscillatory field method" (método de campo oscilatorio separado), el cual tiene importantes aplicaciones en la construcción del reloj atómico. Ramsey compartió el premio con Hans G. Dehmelt y Wolfgang Paul.
Ramsey obtuvo su B.A. y doctorado en física por la Universidad de Columbia en 1935 y 1940, respectivamente. Allí permaneció como miembro de la facultad de Columbia hasta 1947, cuando fue enviado a Harvard.
Formó parte del proyecto Manhattan, en el que Estados Unidos arrojó sobre Hiroshima y Nagasaki las bombas atómicas en 1945 durante la Segunda Guerra Mundial.